# Magnaporthe rhizophila
Magnaporthe rhizophila är en svampart som beskrevs av D.B. Scott & Deacon 1983. Magnaporthe rhizophila ingår i släktet Magnaporthe och familjen Magnaporthaceae.   Inga underarter finns listade i Catalogue of Life.